# Novoselîțea, Pereciîn
Novoselîțea (în ucraineană Новоселиця) este o comună în raionul Pereciîn, regiunea Transcarpatia, Ucraina, formată numai din satul de reședință.

## Demografie
Componența lingvistică a comunei Novoselîțea
     Ucraineană (99,19%)
     Alte limbi (0,61%)
Conform recensământului din 2001, majoritatea populației comunei Novoselîțea era vorbitoare de ucraineană (99,19%), existând în minoritate și vorbitori de alte limbi.